# Acide tergallique
L’acide tergallique est un monomère d'ellagitanin. 
C'est une molécule contenant un motif d'acide hexahydroxydiphénique lié à de l'acide gallique par une  liaison éther.
Il s'agit un isomère des acides nonahydroxytriphénique, sanguisorbique et valonéique.
On retrouve le motif dans les carlésiines A et B, des composés isolés de feuilles de Castanopsis carlesii.

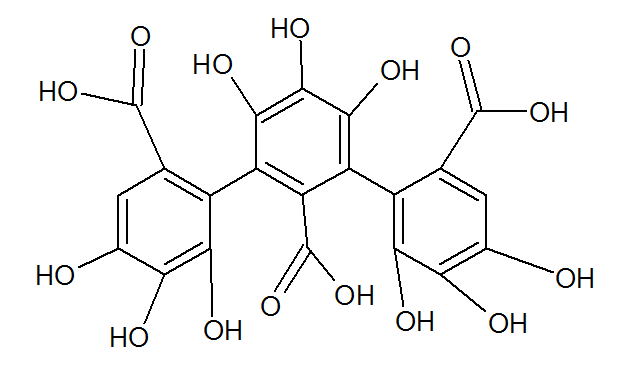
Structure de l'acide nonahydroxytriphénique.
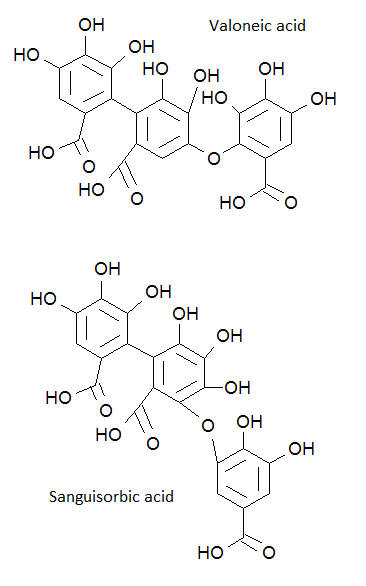
Structures des acides sanguisorbique et valonéique.